# Mesembrinellidae
Mesembrinellidae (лат.) — семейство насекомых из отряда двукрылых надсемейства Oestroidea.

## Внешнее строение
Обычно блестящие синие, рыжевато-коричневые или коричневые мухи длиной тела от 7 до 17 мм. Лоб у самцов уже, чем у самок. Перед глазковым треугольником у самок имеются перекрещивающиеся щетинки. Высота щёк в 2-4 раза меньше высоты глаза. Грудь иногда с полосами войлочного налёта. Дыхальца заднегруди большие, почковидные, верхний край дыхальцевого отверстия с бахромой из длинных щетинок.  У некоторых видов под щитком имеется валик — подщиток. Медиальная жилка изгибается под тупым углом. Яйцеклад у самок телескопический. Сперматеки образуют длинные склеротизованные трубки.

## Биология
Обитают в малонарушенных влажных тропических лесах. Мухи летают у поверхности почвы, питаются разлагающимися веществами животными и растительного происхождения. Личинки до завершения первого возраста развиваются в половых путях (матке) самки, питаются выделениями сперматеки.

## Классификация
Первоначально рассматривалось как подсемейство Calliphoridae. В 1977 году Жозе Гимарайнш предложил рассматривать эту группу в статусе семейства. Включает более 50 видов. Разные систематики выделяют от трёх до девяти родов. Семейство разделяется на три подсемейства.
- Подсемейство Laneellinae Guimarães, 1977
  - Laneella Mello, 1967
- Подсемейство Mesembrinellinae Giglio-Tos, 1893
  - Albuquerquea Mello, 1967
  - Eumesembrinella Townsend, 1931
  - Giovanella Bonatto and Marinoni, 2005
  - Henriquella Bonatto and Marinoni, 2005
  - Huascaromusca Townsend, 1931
  - Mesembrinella Giglio-Tos, 1893
  - Thompsoniella Guimarães, 1977
- Подсемейство Souzalopesiellinae Guimarães, 1977
  - Souzalopesiella Guimarães, 1977

## Палеонтология
В ископаемом состоянии известен один вид Mesembrinella caenozoica из миоценового доминиканского янтаря.

## Распространение
Встречаются в Нетропической области.